# 一氧化三碳
一氧化三碳，化学式C3O，是一种高活性的碳氧化物自由基，可在外太空找到，也能在实验室瞬时合成，可以将其截留在惰性气体基质中或制成短寿命气体。C3O可以被归类为烯酮或是杂多烯。

## 天然存在
在黑暗寒冷的金牛座分子云1和原恒星Elias 18中都探测到了C3O的微波光谱。
它的产生过程推测为：
HC+
3 + CO2 → HC3O+ + CO
HC3O+ → C3O + H+
或
C2 + CO → C3O（低温下更常见）
虽然氧比硫常见20倍，但类似的C3S在暗分子云里更常见。这个差别是因为较高的生成率和C3S的低极性导致的。

## 性质
C3O分子不能长时间存在。在1 Pa的低压下，它们的寿命为一秒钟。一氧化三碳是线形分子。
| 键     | 原子1 | 原子2 | 键长 Å | 力常数 mdyn/Å |
| ------ | ----- | ----- | ------ | ------------- |
| CCC-O  | C1    | O     | 1.149  | 14.94         |
| CC-CO  | C2    | C1    | 1.300  | 1.39          |
| C-CCCO | C3    | C2    | 1.273  | 6.02          |

它的质子亲合能为885 kJmol−1，偶极矩 2.391 D。一氧化三碳的氧原子有正电荷，而最末端的碳原子有负电荷。这个分子的两个末端应该都是三键，中间则是单键，和氰气是等电子体。

## 拓展阅读
- Brown, Ronald D.; Rice, E. H. . Journal of the American Chemical Society. 1984-10, 106 (22): 6475–6478  [2022-03-02]. ISSN 0002-7863. doi:10.1021/ja00334a002. （原始内容存档于2022-03-02） （英语）.